# Naczynie supraneuralne
Naczynie supraneuralne (ang. supraneural vessel) – naczynie wchodzące w skład brzusznej części układu krążenia, obecne u pierścienic i niektórych stawonogów.
U dżdżownicy naczynie supraneuralne ciągnie się podłużnie po brzusznej stronie ciała, poniżej jelita, a powyżej brzusznego pnia nerwowego. Po prawej i lewej stronie odchodzą od niego boczne naczynia neuralne.
U szczetnic z podgromady Echiuroidea naczynie supraneuralne połączone jest z przodu i z tyłu z naczyniem grzbietowym.
U pareczników naczynie supraneuralne stanowi tylny odcinek wentralnego naczynia centralnego. Jest ono kurczliwe i uczestniczy w pompowaniu hemolimfy do tyłu. Zaopatruje ono odnóża, a za pośrednictwem bocznych odgałęzień także okolice analne i genitalne. Z przodu przechodzi w wentralne naczynie głowowe, które łukiem szczękonóżowym łączy się z aortą głowową